# Coupe de France de cyclisme sur route 2014
Navigation
Coupe de France 2013 Coupe de France 2015
La Coupe de France de cyclisme sur route 2014 est la 23e édition de la Coupe de France de cyclisme sur route. Elle a débuté le 2 février avec le Grand Prix d'ouverture La Marseillaise et s'est terminée le 5 octobre avec le Tour de Vendée.

## Attribution des points

### Classements individuels
Seuls les coureurs français et les coureurs étrangers des équipes françaises marquent des points correspondant à leur classement réel dans chaque épreuve. Le classement général s'établit par l'addition des points ainsi obtenus. Les coureurs de moins de 25 ans concourent pour le classement du meilleur jeune.
| Position | 1  | 2  | 3  | 4  | 5  | 6  | 7  | 8  | 9  | 10 | 11 | 12 | 13 | 14 | 15 |
| Points   | 50 | 35 | 25 | 20 | 18 | 16 | 14 | 12 | 10 | 8  | 6  | 5  | 3  | 3  | 3  |

### Classement par équipes
Le classement par équipes est établi de la manière suivante. Lors de chaque course, on additionne les places des trois premiers coureurs de chaque équipe. L'équipe avec le total le plus faible reçoit 12 points au classement des équipes, la deuxième équipe en reçoit neuf, la troisième équipe en reçoit huit et ainsi de suite jusqu'à la neuvième équipe qui marque deux points. Seules les équipes françaises marquent des points.
| Position | 1  | 2 | 3 | 4 | 5 | 6 | 7 | 8 | 9 |
| Points   | 12 | 9 | 8 | 7 | 6 | 5 | 4 | 3 | 2 |

## Résultats
| Date         | Course                                 | Vainqueur          | Équipe                       | Leader du classement individuel | Leader du classement par équipes |
| 2 février    | Grand Prix d'ouverture La Marseillaise | Kenneth Vanbilsen  | Topsport Vlaanderen-Baloise  | Baptiste Planckaert             | Roubaix Lille Métropole          |
| 22 mars      | Classic Loire-Atlantique               | Alexis Gougeard    | AG2R La Mondiale             | Alexis Gougeard                 | AG2R La Mondiale                 |
| 23 mars      | Cholet-Pays de Loire                   | Tom Van Asbroeck   | Topsport Vlaanderen-Baloise  | Alexis Gougeard                 | AG2R La Mondiale                 |
| 4 avril      | Route Adélie de Vitré                  | Bryan Coquard      | Europcar                     | Julien Simon                    | AG2R La Mondiale                 |
| 15 avril     | Paris-Camembert                        | Bryan Coquard      | Europcar                     | Bryan Coquard                   | AG2R La Mondiale                 |
| 17 avril     | Grand Prix de Denain                   | Nacer Bouhanni     | FDJ.fr                       | Bryan Coquard                   | AG2R La Mondiale                 |
| 19 avril     | Tour du Finistère                      | Antoine Demoitié   | Wallonie-Bruxelles           | Julien Simon                    | Bretagne-Séché Environnement     |
| 20 avril     | Tro Bro Leon                           | Adrien Petit       | Cofidis                      | Julien Simon                    | Bretagne-Séché Environnement     |
| 4 mai        | Grand Prix de la Somme                 | Yauheni Hutarovich | AG2R La Mondiale             | Julien Simon                    | Bretagne-Séché Environnement     |
| 31 mai       | Grand Prix de Plumelec-Morbihan        | Julien Simon       | Cofidis                      | Julien Simon                    | Bretagne-Séché Environnement     |
| 1er juin     | Boucles de l'Aulne                     | Alexis Gougeard    | AG2R La Mondiale             | Julien Simon                    | Bretagne-Séché Environnement     |
| 3 août       | Polynormande                           | Jan Ghyselinck     | Wanty-Groupe Gobert          | Julien Simon                    | Bretagne-Séché Environnement     |
| 24 août      | Châteauroux Classic de l'Indre         | Iljo Keisse        | Omega Pharma-Quick Step      | Julien Simon                    | Bretagne-Séché Environnement     |
| 14 septembre | Tour du Doubs                          | Rein Taaramäe      | Cofidis                      | Julien Simon                    | Bretagne-Séché Environnement     |
| 21 septembre | Grand Prix d'Isbergues                 | Arnaud Démare      | FDJ.fr                       | Julien Simon                    | Bretagne-Séché Environnement     |
| 5 octobre    | Tour de Vendée                         | Armindo Fonseca    | Bretagne-Séché Environnement | Julien Simon                    | Bretagne-Séché Environnement     |

## Classements finals

### Classement général individuel
| #  | Coureur             | Équipe                       | Pts |
| -- | ------------------- | ---------------------------- | --- |
| 1  | Julien Simon        | Cofidis                      | 194 |
| 2  | Samuel Dumoulin     | AG2R La Mondiale             | 121 |
| 3  | Yauheni Hutarovich  | AG2R La Mondiale             | 118 |
| 4  | Armindo Fonseca     | Bretagne-Séché Environnement | 106 |
| 5  | Alexis Gougeard     | AG2R La Mondiale             | 100 |
| 6  | Bryan Coquard       | Europcar                     | 100 |
| 7  | Baptiste Planckaert | Roubaix Lille Métropole      | 62  |
| 8  | Benoît Jarrier      | Bretagne-Séché Environnement | 61  |
| 9  | Laurent Pichon      | FDJ.fr                       | 60  |
| 10 | Rémy Di Grégorio    | La Pomme Marseille 13        | 53  |

### Classement général individuel des jeunes
| #  | Coureur             | Équipe                       | Pts |
| -- | ------------------- | ---------------------------- | --- |
| 1  | Armindo Fonseca     | Bretagne-Séché Environnement | 106 |
| 2  | Alexis Gougeard     | AG2R La Mondiale             | 100 |
| 3  | Bryan Coquard       | Europcar                     | 100 |
| 4  | Benoît Jarrier      | Bretagne-Séché Environnement | 61  |
| 5  | Adrien Petit        | Cofidis                      | 50  |
| 6  | Arnaud Démare       | FDJ.fr                       | 50  |
| 7  | Nacer Bouhanni      | FDJ.fr                       | 50  |
| 8  | Flavien Dassonville | BigMat-Auber 93              | 47  |
| 9  | Quentin Jauregui    | Roubaix Lille Métropole      | 44  |
| 10 | Olivier Le Gac      | FDJ.fr                       | 35  |
|    | Antoine Duchesne    | Europcar                     | 35  |
|    | Angélo Tulik        | Europcar                     | 35  |
|    | Julien Duval        | Roubaix Lille Métropole      | 35  |

### Par équipes
| # | Équipe                       | Pts |
| - | ---------------------------- | --- |
| 1 | Bretagne-Séché Environnement | 141 |
| 2 | AG2R La Mondiale             | 125 |
| 3 | Roubaix Lille Métropole      | 116 |
| 4 | Cofidis                      | 111 |
| 5 | FDJ.fr                       | 102 |
| 6 | Europcar                     | 99  |
| 7 | La Pomme Marseille 13        | 86  |
| 8 | BigMat-Auber 93              | 74  |